# Piemonte Volley
Piemonte Volley (aus Marketinggründen auch BreBranca Lannutti) ist ein italienischer Volleyball-Verein aus Cuneo, der in der ersten italienischen Liga und in der Volleyball Champions League spielt. Der Verein hat seit seiner Gründung wegen unterschiedlicher Sponsoren mehrmals den Namen gewechselt.

## Geschichte
- 1958 Cuneo Volley Ball Club
- 1985–1987 Autofontana
- 1987–2001 Alpitour (mit unterschiedlichen Zusätzen wie Diesel, Traco, TNT)
- 2001–2004 Noicom BreBanca
- seit 2004: BreBanca Lannutti

## Nationale Liga und Pokal

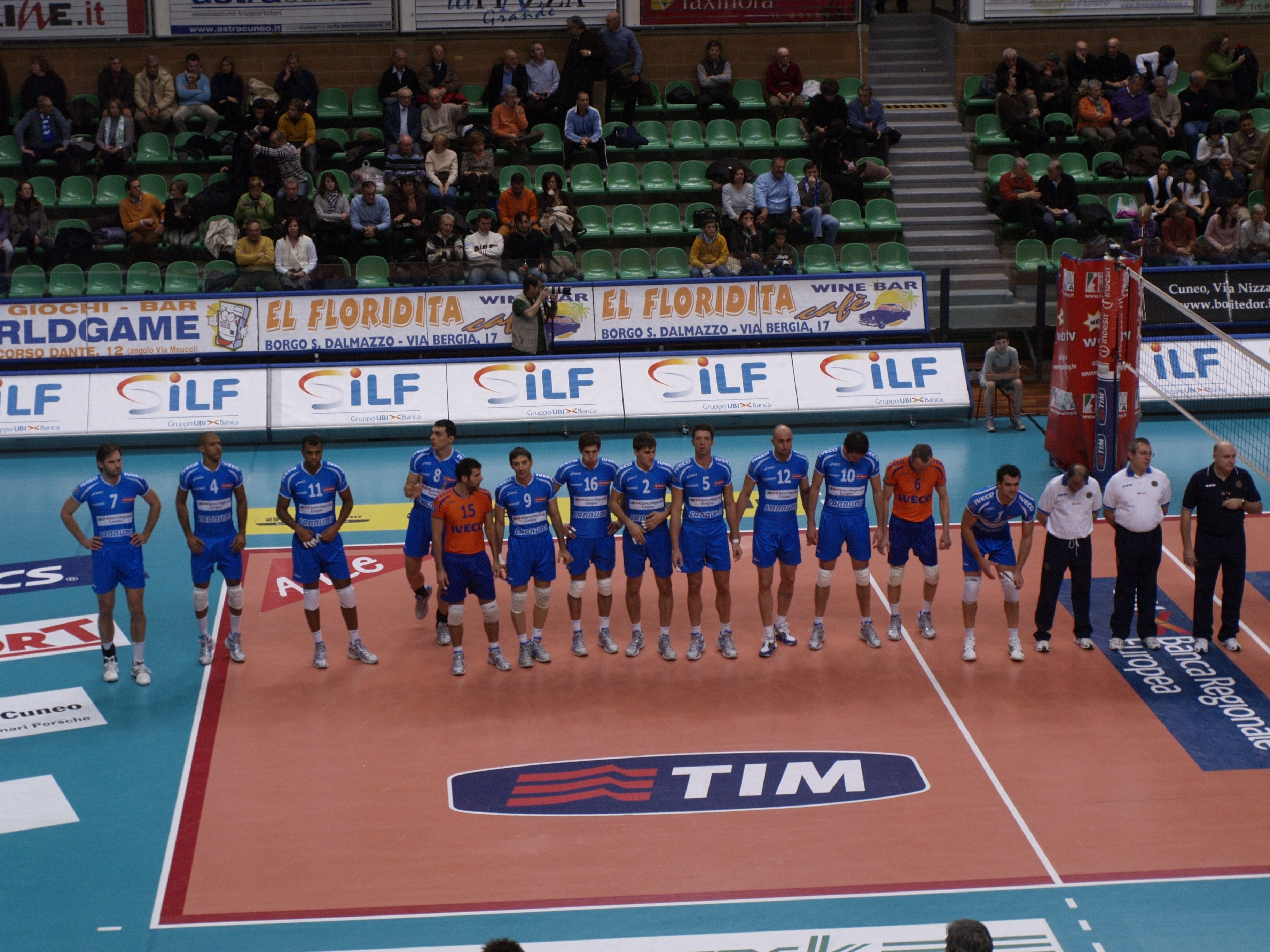
Kader der Saison 2008/09

Piemonte Volley feierte einige Erfolge im italienischen Pokalwettbewerb. In der Saison 2005/06 konnte das Team mit dem brasilianischen Superstar Giba den Pokal zum vierten Mal nach 1996, 1999 und 2002 gewinnen. Bei den ersten drei Pokalsiegen gewann es auch den Supercup. 2010 gewann Piemonte Volley gegen Itas Diatec Trentino und wurde somit zum ersten Mal italienischer Meister.

## Europapokal
Piemento erreichte in der Saison 2012/13 das Finale der Champions League, welches man knapp gegen VK Lokomotiv Nowosibirsk verlor.